# Elie Keyrouz
Elie Keyrouz (né à Becharré en 1959) est un homme politique libanais.
Avocat et diplômé en philosophie de l'Université Saint-Joseph de Beyrouth, il milita tôt au sein des Forces libanaises.
Il fut l'un de leurs principaux cadres durant les années 1990 et le début des années 2000, lors de l'emprisonnement de Samir Geagea, leader de ce mouvement.
Il est à la tête du bureau de Bcharré des Forces libanaises depuis 1992.
Elie Keyrouz fut persécuté par les services de renseignement syriens et libanais et fut arrêté en août 2001, lors d'une rafle dans les camps de l'opposition antisyrienne. Il fut relâché en novembre de la même année.
Il est père de trois enfants.
Il est depuis juin 2005 député maronite de Becharré, élu au sein de la liste de l'Alliance du 14 Mars, colistier de Sethrida Geagea.